# FC Aluston-YUBK Aluschta
Der FC Aluston-YUBK Aluschta ist ein Fußballverein aus Aluschta, einer Stadt auf der von Russland besetzten ukrainischen Halbinsel Krim. Der Verein wurde 2015 in Feodossija gegründet und zog 2021 nach Aluschta um.

## Geschichte
Der Verein wurde im Februar 2015 zunächst unter dem Namen Goleador gegründet. Im Juli 2015 bei der Aufnahme in die neu geschaffene Crimean Premier League trat die Mannschaft unter dem Namen FC Kafa Feodossija an. Nachdem man in den ersten beiden Jahren als Tabellensechster die Klasse halten konnte, musste man in der Saison 2017/18 als Tabellensiebter zunächst in die Relegation und schlussendlich den Gang in die zweitklassige Amateurliga antreten.
Zur Saison 2019/20 kehrte der Verein unter dem neuen Namen FC Favorit-VD Kafa Feodossija in die Krim-Liga zurück. Nach einem vorletzten Platz musste man wieder in die Relegation, diesmal jedoch gelang es den Klassenerhalt zu sichern. In der Folgesaison landete der FC-Favorit-VD Kafa abgeschlagen auf dem letzten Platz, verblieb jedoch aufgrund des Rückzuges von FC Krymteplyzja Molodischne in der Liga.
Im Juni 2021 zog der Verein von Feodossija nach Aluschta um und wechselte einmal mehr den Namen. Ab der Saison 2021/22 trat man unter dem FC Aluston-SCC Aluschta an. Nach drei Spielzeiten in der Krim-Liga zog sich der Verein nach der Saison 2023 zurück.

## Stadion
Der FC Aluston-YUBK Aluschta trägt seine Heimspiele im FSBI "Training center of athletic performance of Russian National teams „Krymskiy“ in Aluschta aus. Es bietet Platz für 2800 Zuschauer.